# Phacellaria compressa
Phacellaria compressa är en tvåhjärtbladig växtart som beskrevs av George Bentham. Phacellaria compressa ingår i släktet Phacellaria och familjen Amphorogynaceae. Inga underarter finns listade i Catalogue of Life.